# Zwierciadła

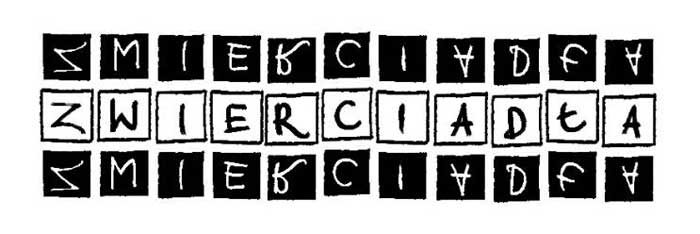
Dawne logo festiwalu. Litery są w lustrzanych odbiciach co nawiązuje do nazwy.

Zwierciadła – młodzieżowe Spotkania Teatralne organizowane w kilku województwach Polski oraz posiadające swoją edycję ogólnopolską. Festiwal jest organizowany głównie w szkołach przez uczniów i nauczycieli danej placówki. Przyjął formę konkursu dla amatorskich grup teatralnych, których członkowie są w wieku licealnym. Oprócz części konkursowej organizowane są również warsztaty teatralne, występy zaproszonych grup teatralnych oraz spotkania z gośćmi specjalnymi. Tym, co wyróżnia Zwierciadła jest fakt, że organizowany jest przez młodzież dla młodzieży i w większości przypadków odbywa się w murach szkoły.
"Zwierciadła" zostały zapoczątkowane w 2004 r. w II Liceum Ogólnokształcącym im. Hetmana Jana Zamoyskiego w Lublinie przez Dariusza Figurę (ucznia) i Katarzynę Jóźwik (nauczycielkę). W 2010 w oparciu o grupę wolontariuszy zaangażowanych w festiwal, została powołana do życia Fundacja Teatrikon. Od 2012 roku Zwierciadła odbywają się również w 5 innych miastach w Polsce - to efekt projektu "Spotkajmy Się Teatralnie" organizowanego przez Fundację Teatrikon. W 2014 dzięki połączeniu sił organizacyjnych ze stowarzyszeniem Polska Rada Przedsiębiorczości, odbyła się pierwsza edycja Ogólnopolskich Spotkań Teatralnych "Zwierciadła".

## Zwierciadła regionalne
Bliźniacze edycje Spotkań Teatralnych "Zwierciadła" odbywają się w następujących miastach:
- Lublin - Lubelskie Spotkania Teatralne "Zwierciadła"
  - organizator: II Liceum Ogólnokształcące im. Hetmana Jana Zamoyskiego w Lublinie
  - organizowane od 2004 r.
- Rzeszów - Podkarpackie Spotkania Teatralne "Zwierciadła"
  - organizator: Zespół Szkół nr 1 im. Ambrożego Towarnickiego w Rzeszowie
  - organizowane od 2012 r.
- Bydgoszcz - Kujawsko-Pomorskie Spotkania Teatralne "Zwierciadła"
  - organizator: V Liceum Ogólnokształcące im. Leona Kruczkowskiego w Bydgoszczy
  - organizowane od 2012 r.
- Białystok - Podlaskie Spotkania Teatralne "Zwierciadła"
  - organizator: VII Liceum Ogólnokształcące w Białymstoku
  - organizowane od 2012 r.
- Olsztyn - Warmińsko-Mazurskie Spotkania Teatralne "Zwierciadła"
  - organizator: Miejski Ośrodek Kultury w Olsztynie
  - organizowane od 2012 r.
  - wcześniejsi organizatorzy: Bursa nr 3 w Olsztynie im. Zbigniewa Herberta
- Warszawa - Mazowieckie Spotkania Teatralne "Zwierciadła"
  - organizator: 56 Liceum Ogólnokształcące im. Leona Kruczkowskiego w Warszawie oraz Ośrodek Kultury "Arsus"
  - organizowane od 2014 r.
  - wcześniejsi organizatorzy: LXXXIII Liceum Ogólnokształcące im. Emiliana Konopczyńskiego w Warszawie
- Zielona Góra - Lubuskie Spotkania Teatralne "Zwierciadła"
  - organizowane w latach 2012 - 2013 (obecnie organizacja festiwalu została czasowo zawieszona)
  - wcześniejsi organizatorzy: II Liceum Ogólnokształcące w Zielonej Górze

## Ogólnopolskie Spotkania Teatralne "Zwierciadła"
Festiwal młodzieżowy, w ramach którego spotykają się zwycięskie zespoły teatralne z poszczególnych edycji wojewódzkich oraz przedstawiciele organizatorów, został pierwszy raz zorganizowany w 2014 r. W programie znajdują się zazwyczaj zmagania konkursowe, warsztaty artystyczne oraz organizacyjne, spotkania z gośćmi, zajęcia integracyjne oraz klub festiwalowy. Ogólnopolskie Zwierciadła przyjęły formułę festiwalu wędrującego, w związku z czym każdego roku odbywają się w innym mieście.
- I Ogólnopolskie Spotkania Teatralne "Zwierciadła"
  - miejsce: Ośrodek Kultury "Arsus" w Warszawie (ul. Traktorzystów 14)
  - data: 15-18 maja 2014
  - organizatorzy: Ośrodek Kultury "Arsus" we współpracy z Polską Radą Przedsiębiorczości i Fundacją Teatrikon
- II Ogólnopolskie Spotkania Teatralne "Zwierciadła"
  - miejsce: Teatr im. H.Ch. Andersena w Lublinie (ul. Dominikańska 1)
  - data: 16-19 kwietnia 2015
  - organizatorzy: Fundacja Teatrikon we współpracy z Polską Radą Przedsiębiorczości

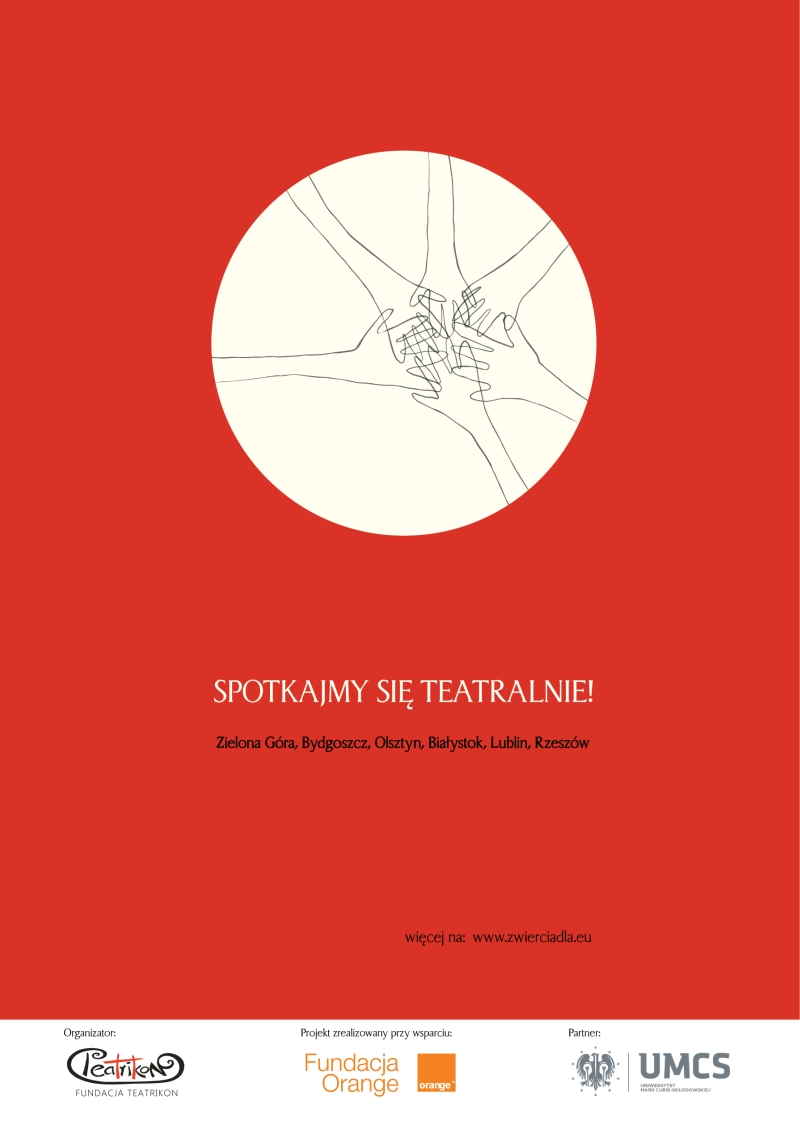
Oficjalny plakat projektu "Spotkajmy Się Teatralnie!"

- III Ogólnopolskie Spotkania Teatralne "Zwierciadła"
  - miejsce: Młodzieżowy Dom Kultury Rzeszów (ul. Osmeckiego 51)
  - data: 9-12 czerwca 2016
  - organizatorzy: Fundacja Teatrikon we współpracy z Polską Radą Przedsiębiorczości
- IV Ogólnopolskie Spotkania Teatralne "Zwierciadła"
  - miejsce: Centrum Spotkania Kultur w Lublinie (pl. Teatralny 1)
  - data: 8-11 czerwca 2017
  - organizatorzy: Fundacja Teatrikon we współpracy z Polską Radą Przedsiębiorczości

## Hymn Zwierciadeł
Autorem tekstu jest Darek Figura.

1.
Życie na deski powala nas.
W odłamkach szkła topimy sen,
Który o szkło rozbił się?
W odłamkach snu, utopiony luz.
To miejsce może być więzieniem
- na scenie krok twardy by zgnieść
Ref.:
Świat wiruje bez ładu.
Niech nie widzą, czym jest.
Póki oczy zmęczone
- widzą tylko cień
W życia ścianie zwierciadło,
W życia ścianie zwierciadło.
Tyś widzem
- na scenie,
aktorem
- bez scen
Zwierciadła w próżni zawieszone,
jak teatr zatopiony w szkle.
2.
Wspomnienia herosów, blasku i sław.
Niepokój kupimy za łyk
gorzkich recenzji bez braw
Słowo, co moc niesie z sobą i noc.
W stłuczonym szkle jest wiele prawd
- z kawałków wyłania się świat